# Vrba ob Vrbskem jezeru
Vrba na Koroškem  (nemško Velden am Wörther See) je dvojezična občina z 9.000 prebivalci in letoviški kraj z okoli 2.100 prebivalci ob zahodni obali Vrbskega jezera, v upravnem okraju Beljak-dežela na Južnem Koroškem.
Po popisu iz leta 2001 se okoli 2,8% prebivalcev Vrbe izreka za pripadnike slovenske narodne skupnosti.

## Geografija

### Zemljepisna lega
Področje občine Vrba na Koroškem zavzema zahodni breg Vrbskega jezera.

### Naselja v občini
Občina Vrba na Koroškem je razdeljena na devet katastrskih občin, in sicer: Loga Vas (nemško Augsdorf), Deščice (Dieschitz), Dole (Duel), Črešnje (Kerschdorf ob Velden), Kostanje (Köstenberg), Loče (Latschach an der Drau), Lipa (Lind ob Velden), Šentilj (St. Egyden) in Vrba na Koroškem. Občina zajema naslednjih 30 naselij (število prebivalcev v skladu s stanjem leta 2001):
| - Dob (Aich), 142 - Loga Vas (Augsdorf), 478 - Potok (Bach), 102 - Deščice (Dieschitz), 122 - Trešiče (Dröschitz), 213 - Dole (Duel), 148 - Borovniče (Fahrendorf), 136 - Gorje (Göriach), 278 - Konatiče (Kantnig), 5 - Črešnje (Kerschdorf), 304 | - Kostanje (Köstenberg), 150 - Dvor (Kranzlhofen), 153 - Loče (Latschach), 145 - Lipa (Lind ob Velden), 783 - Zgornja vas (Oberdorf), 272 - Zgornje Jezerce (Oberjeserz), 176 - Vogliče (Oberwinklern), 145 - Polpače (Pulpitsch), 54 - Sreje (Rajach), 150 - Zajzare (Saisserach), 19 | - Šentilj (Sankt Egyden), 347 - Žoprače (Selpritsch), 769 - Sončna dolina (Sonnental), 367 - Šentjurij na Strmcu (Sternberg), 66 - Trebinja (Treffen), 79 - Spodnje Jezerce (Unterjeserz), 178 - Spodnje Vogliče (Unterwinklern), 80 - Vrba (Velden), 2.177 - Vinare (Weinzierl), 135 - Koren (Wurzen), 372 |

### Sosednje občine
| Osoje    | Trg              |                  |
| Vernberk |                  | Teholica Škofiče |
| Rožek    | Šentjakob v Rožu | Bilčovs          |

## Zgodovina
Po naselitvi Slovanov v Vzhodne Alpe je območje okoli Vrbskega jezera postalo del samostojne slovenske kneževine Karantanije, zgodovinske in pravne predhodnice današnje dežele Koroške. O zgodnji in dolgotrajni slovenski poselitvi pričajo med ostalim tudi imena krajev ob obalah jezera, ki so skoraj izključno slovenskega izvora.
Najzgodnejša pisna omemba Vrbe je iz leta 1150. 
Od 12. stoletja dalje je območje Vrbe velikokrat spreminjalo lastnike. Sprva je pripadlo pod gospostvo gradu Hohenwart, tekom kasnejših stoletij pa Ortenburžanom, Celjskim grofom, viteškemu redu Svetega Jurija iz Milštata, Habsburžanom, Khevenhüllerjem, bilo med letoma 1603 in 1629 del posestva samostojnih gospodov Vrbskih, za časa protireformacije na Koroškem pa je pripadlo grofom Dietrichsteinskim. 
Po revolucionarnem letu 1848 je bil stari sistem gospostva odpravljen in v avstrijskih deželah so bile organizirane civilne občine. Januarja 1850 je bila ustanovljena tudi samostojna občina Vrba, ki je zajemala katastrske občine Vrba, Loga Vas, Dole, Lipa, Smerče, Črešnje, Kostanje in Pešče. Tekom 19. in 20. stoletja so se meje občine večkrat spreminjale, po občinski reformi v letih 1972/1973 pa so bile povrnjene približno na izvirno stanje iz leta 1850. 
Leta 1853 je bila prvič uvedena turistična ladijska linija s parnikom „Maria-Wörth“, kar je povečalo privlačnost Vrbskega jezera in Vrbe za tujski turizem. Enajst let kasneje, leta 1864, se je Vrba priključila na avstrijsko južno železnico med Celovcem in Beljakom. Istega leta so se v Vrbi odprla tudi prva kopališča, kar je privedlo do hitrega razvoja poletnega turizma.
Gospodarski napredek, ki sta ga prinesli železnica in turizem, je hitro spreminjal podobo kraja. Na vse to je 13. marca 1881 izbruhnil še velik požar, ki je popolnoma uničil staro kmečko vas Vrba. Nenavadno hitro, še istega leta in še pred začetkom kopalne sezone, je bilo ozemlje, na katerem je nekoč stala vas, pozidano z dopustniškimi vilami za potrebe petičnih turistov. Vrba se je tako skoraj čez noč spremenila iz popolnoma slovenskega kmečko-ribiškega naselja v mondeno letovišče, kjer se je ob dotoku tujih turistov v vsakdanjem življenju vse bolj uveljavljala nemščina.
Občina Vrba, kakor tudi celotna okolica Vrbskega jezera, je bila vse od časov Karantanije do konca 1. svetovne vojne del strnjenega slovensko govorečega ozemlja Južne Koroške. Kljub germanizaciji, ki sta jo prinesla tujski turizem in siceršnja protislovenska upravna in izobraževalna politika na Koroškem, je bilo prebivalstvo občine Vrba še v začetku 20. stoletja večinsko slovensko govoreče. Leta 1920 je bila tako občina tudi vključena v cono B plebiscitnega ozemlja, do samega glasovanja pa po zmagi avstrijske strani v coni A ni prišlo.

## Prebivalstvo

### Zgodovinska slika
Po zadnjem Avstro-Ogrskem popisu prebivalstva iz leta 1910 je okoli 19% prebivalcev takratne občine Vrba (Velden am Wörthersee) navedlo slovenščino kot svoj vsakdanji pogovorni jezik.
| Občina                                | Število slovensko govorečih 1910 | Število nemško govorečih 1910 | Število slovensko govorečih 1890 | Število nemško govorečih 1890 |
| ------------------------------------- | -------------------------------- | ----------------------------- | -------------------------------- | ----------------------------- |
| Vrba na Koroškem/Velden am Wörthersee | 155 (19%)                        | 680 (81%)                     | 201 (34%)                        | 386 (66%)                     |

### Danes
Po popisu iz leta 2001 je v mestni občini Vrba na Koroškem živelo 8.545 prebivalcev. Od tega jih je imelo 93,1 % avstrijsko, 3,6 % nemško in 1,8 % bosansko državljanstvo. 
2,8 % skupnega prebivalstva Vrbe se je izreklo za Koroške Slovence. V več krajih občine Vrba, v Kostanjah, Lipi, Ločah, kakor tudi v sami Vrbi, delujejo dvojezične šole, kjer je mogoč pouk v slovenskem jeziku. Na področju občine Vrba so dvojezične župnije Kostanje, Lipa, Loga Vas, Šentjurij na Strmcu in Šentilj.
78,7 % prebivalcev Vrbe se prišteva h katoliški, 7,2 % k evangeličanski,  1,2 % prebivalstva pa k islamski veroizpovedi. 8,6 % prebivalcev se ne opredeljuje za nobeno uradno veroizpoved.

## Politika

### Občinski svet
Občinski svet občine Vrba na Koroškem ima 27 članov in se je na zadnjih občinskih volitvah leta 2009 izoblikoval takole:
- 14 sedežev   Socialdemokratska stranka Avstrije (SPÖ)
- 7  sedežev   Koroški Svobodnjaki (FPK)
- 5  sedežev   Avstrijska ljudska stranka (ÖVP)
- 1  sedež   Enotna lista

Župan občine je Ferdinand Vouk (SPÖ).

### Grb
Kot grb občine Vrba se že približno od leta 1900 uporablja podoba portala gradu Vrba, postavljena na valujoče ozadje. Današnjo obliko grba je zasnoval lokalni grafik Heinrich Ebner. 
Grb je bil občini Vrba podeljen 4. septembra 1965.
Zastava je rdeče-bela, z vključenim grbom.

### Partnerska mesta
- Humin, Italija
- Bled, Slovenija